# Vanadislunden
Le bois de Vanadis (en suédois : Vanadislunden) est un parc du quartier de Vasastaden à Stockholm en Suède. 

## Description
Vanadislunden est l'un des plus grands parcs de Stockholm et est situé dans le quartier de Vasastaden de  l'Inre staden. 
Vanadislunden doit son nom à la déesse Vanadis.
Le parc est situé entre Sveavägen 111-156, Cedersdalsgatan 1-19, Roslagsgatan 27-61 et Frejgatan 20-22. 
Il a une superficie d'environ 9 hectares et mesure environ 430 × 270 mètres. 
Le parc Vanadislunden est très vallonné, c'est l'un des parcs de collines de Stockholm comme les parcs Tantolunden, Årstabergsparken et Vita bergen.
L'esker Brunkebergsåsen traverse le parc et son point culminant atteint 43 mètres d'altitude.
Au point culminant de Vanadislunden se trouve un réservoir d'eau et juste au nord se trouve une aire de jeux avec un mur d'escalade, des balançoires et plus encore. 
Dans la partie sud du parc se trouve Vanadisbadet, une piscine extérieure ouverte pendant l'été. 
La Vanadisbadet a été rénovée et rouverte en 2014 après avoir été fermée pendant de nombreuses années.
Sous la piscine et l'église Saint-Étienne se trouvent une aire de jeux plus grande et une salle de sport en plein air, qui sont des lieux de rencontre importants dans cette partie de la ville. L'aire de jeux comprend un pont de jeu avec un toboggan, des balançoires et un bac à sable.

## Histoire
La zone s'appelait auparavant Ormträskhöjden. 
Ormträsket était un petit lac situé sur le site où se trouve aujourd'hui le Centre Wenner-Gren. 
Ormträskhöjden une banlieue pauvre de Stockholm qui était autrefois surnommée la Sibérie. 
Le parc a reçu son nom actuel lors de la révision majeure du nom en 1885.
En 1893, environ 2 000 arbres et arbustes ont été plantés. 
Le parc a été en grande partie achevé en 1903, à l'exception de quelques zones plus petites autour de Frejgatan qui ont été achevées en 1930.

## Bâtiments
Dans la partie nord du parc en direction de Cedersdalsgatan se trouvent les rangées résidentielles « Cedersdalsgatans hus ». 
Elles ont été construites dans le cadre de l'Exposition de l'Intérieur en 1917 en tant que structures temporaires.
En raison de la grande pénurie de logements qui régnait à Stockholm à la fin des années 1910, des logements d'urgence furent construits dans la partie nord du parc. Certains d’entre eux sont encore utilisés comme habitations aujourd’hui.
Ces dernières années, plusieurs installations techniques ont été creusées à l’explosif dans la roche sous le parc. 
Un complexe hôtelier a été ajouté à côté de la piscine Vanadisbadet.
À Vanadislunden, le réservoir d'eau de Vanadislunden, d'un volume de 8 100 m³, a été construit entre 1913 et 1918. 
Il ressemble à un château et a été conçu par Gustaf Améen.
Dans la partie sud du parc se trouve l'église Saint-Étienne, construite en 1904.
Dans la partie nord-est du parc se trouve l'école Johannes skola.
À Sveavägen 140A, se trouve une maison en bois verte qui abrite le corps scout Gustaf Vasa-Bredäng depuis mars 2021. La maison servait auparavant de centre communautaire.

## Sculptures
En 1955, la sculpture « Fille au soleil du soir » d'Anders Jönsson a été érigée sur une colline dans la partie nord-ouest du parc.

## Galerie

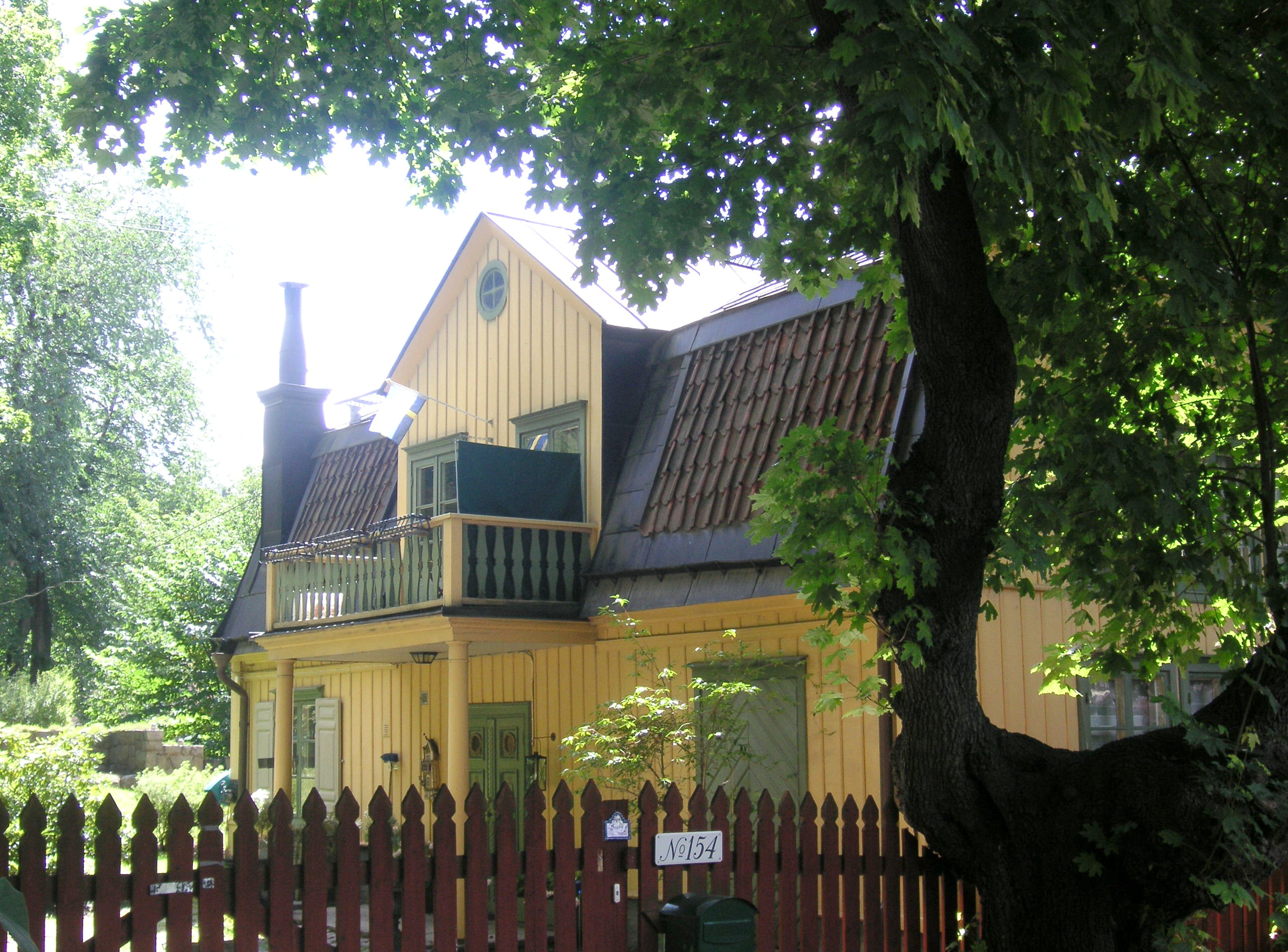
Cedersdals malmgård.
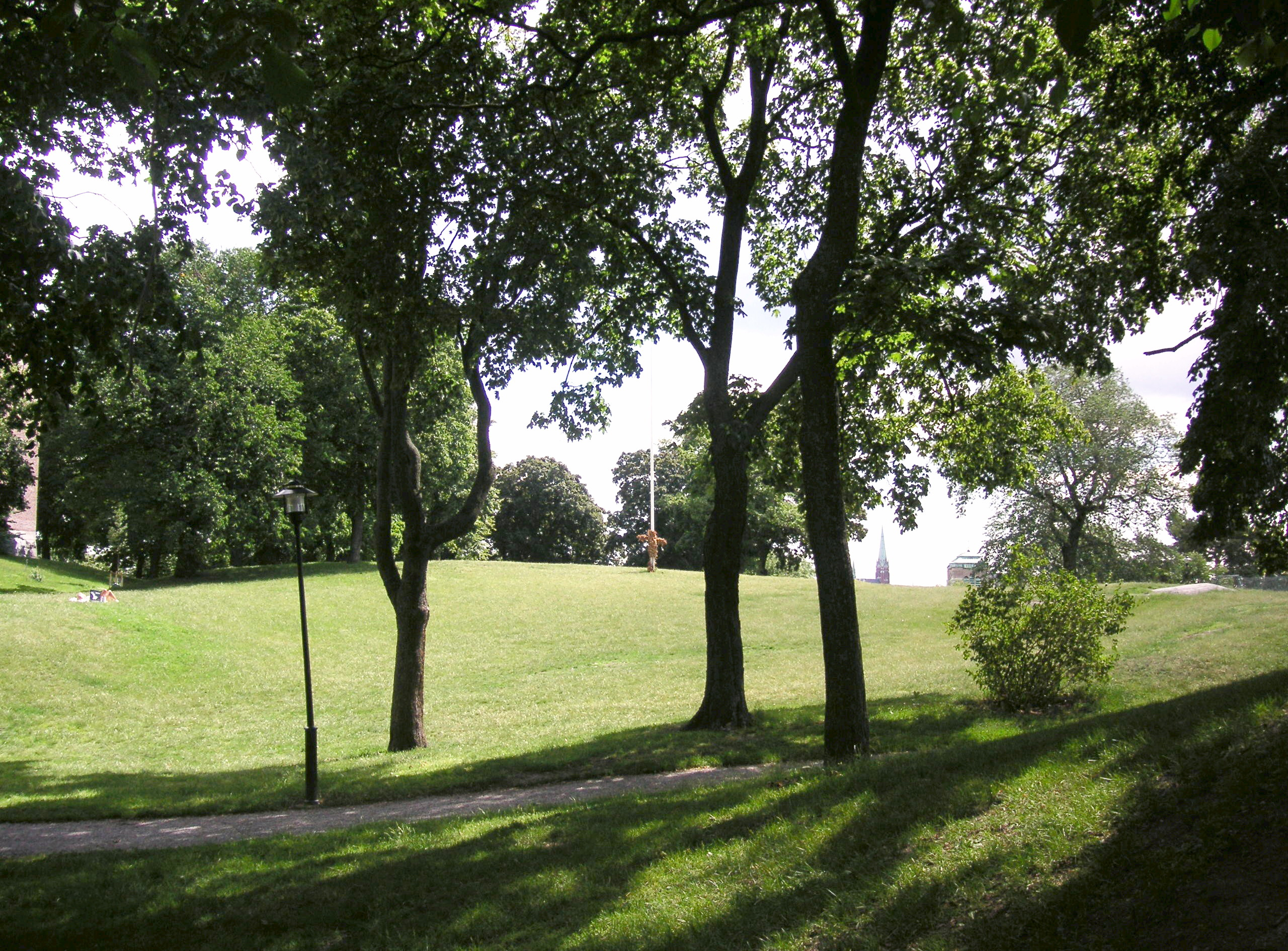
Vanadislunden au sud-est
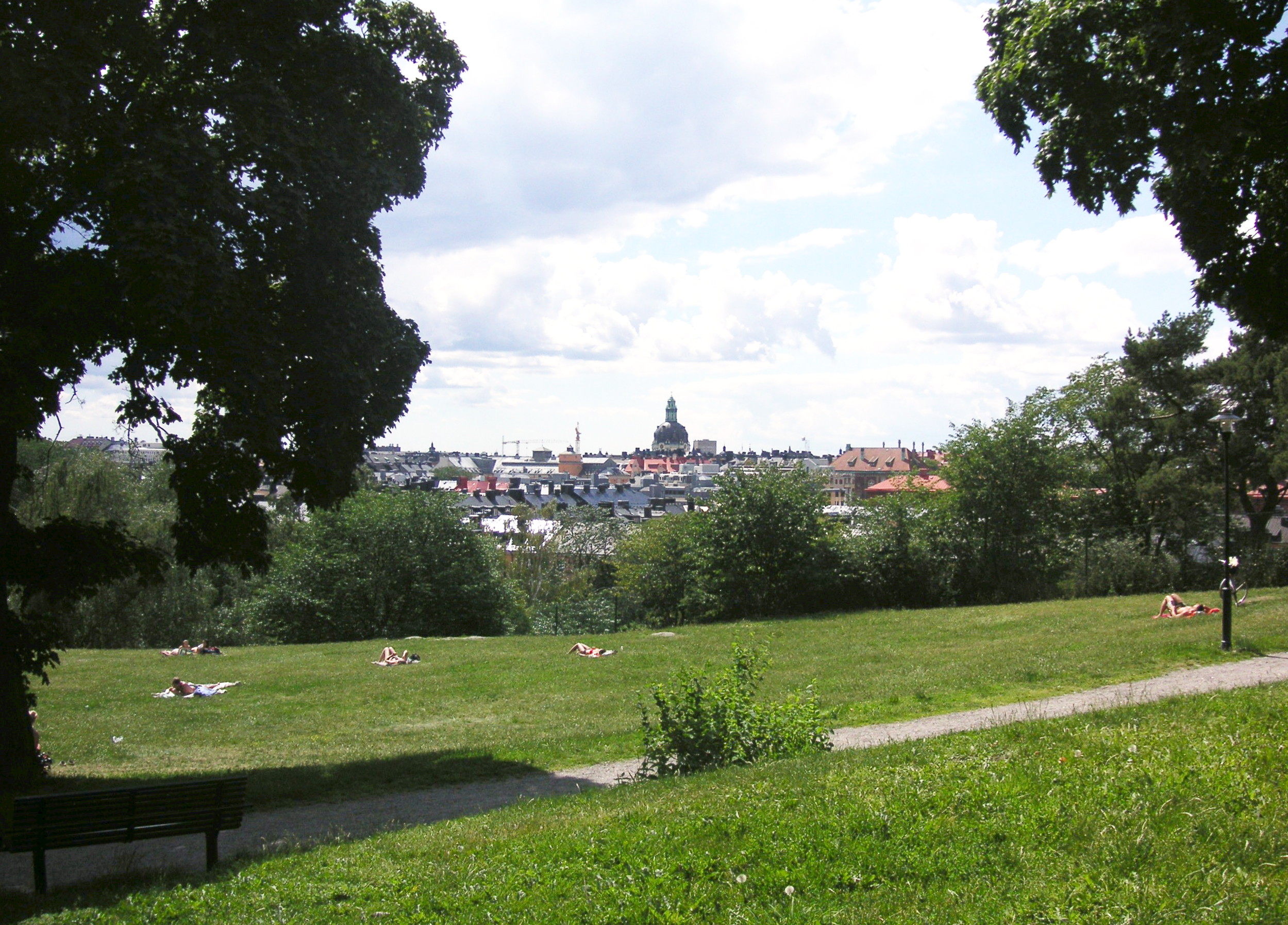
Vanadislunden au sud-ouest
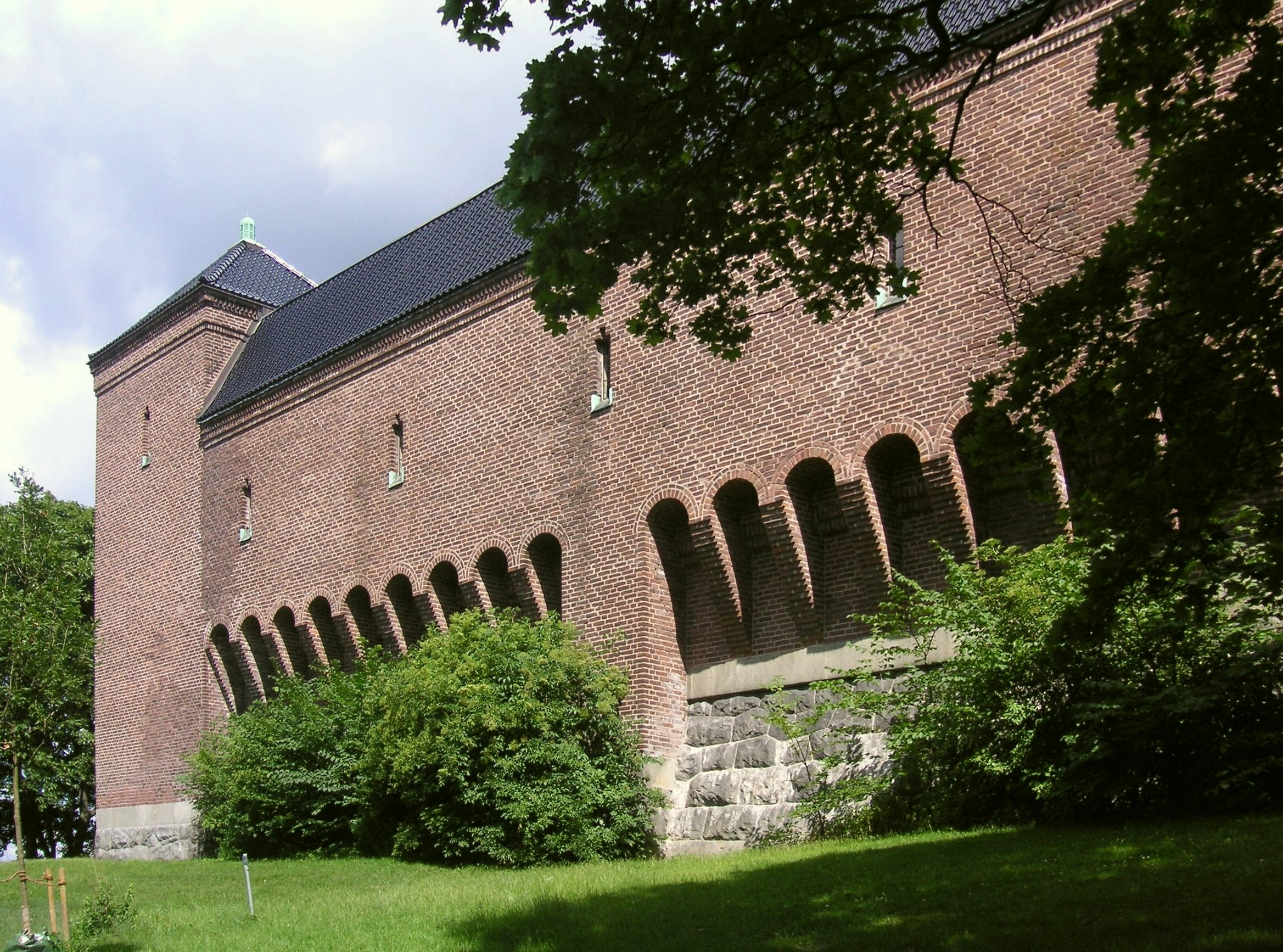
Le réservoir de Vanadislunden